# Tétraphénylborate de sodium
Le tétraphénylborate de sodium est un composé organique de formule NaB(C6H5)4. Il s'agit d'un sel, dans lequel l'anion est le tétraphénylborate. Ce solide cristallin blanc est couramment utilisé pour préparer d'autres sels de tétraphénylborate, qui sont généralement plus solubles dans les solvants organiques. Ce composé est utilisé en chimie inorganique et organométallique comme agent précipitant pour les ions potassium, ammonium, rubidium et césium, et certains composés organiques azotés.

## Synthèse et structure
Le tétraphénylborate de sodium peut être préparé par la réaction entre le tétrafluoroborate de sodium et le bromure de phénylmagnésium :
NaBF 4 + 4 ArMgBr → 2 MgBr 2 + 2 MgF 2 + NaBAr 4 (où Ar = aryle)
Des synthèses connexes existent avec comme source de bore le borate de triméthyle, le borate de triisopropyle, le trichlorure de bore. Le réactif de Grignard est parfois remplacé par d'autres métaux comme le lithium ou le sodium.
Contrairement aux petits contre-anions, comme le nitrate et les halogénures, le tétraphénylborate confère une plus grande lipophilie à ses sels. De nombreux tétraarylborates analogues ont été synthétisés, contenant à la fois des groupes aryle riches en électrons et déficients en électrons.
Le sel anhydre adopte une structure polymérique à l'état solide constituée d'interactions de type pi-stacking entre le Na+-phényle. En tant que tel, le sel pourrait être considéré comme composé organosodique.

## Utilisation en synthèse chimique

### Préparation de sels deN-acylammonium
L'addition de tétraphénylborate de sodium à une solution d'amine tertiaire et d'un chlorure d'acide dans l'acétonitrile donne le sel d'acylonium en précipitant NaCl du mélange réactionnel. Cette méthode a une large portée.
RC(O)Cl  +  R'3N  +  NaB(C6H5)4  →   [RC(O)NR'3][B(C6H5)4] + NaCl
Le tétraphénylborate de sodium fait également l'objet de recherche fondamentale comme source alternative de phényle dans la réaction de Suzuki catalysée par le palladium, impliquant des triflates de vinyle ou d'aryle pour donner des arylalcènes et des composés biaryles avec des rendements satisfaisants et dans des conditions douces, respectivement[pas clair].

### Utilisation en chimie de coordination
Les tétraphénylborates sont souvent étudiés en chimie organométallique en raison de leur solubilité favorable dans les solvants non polaires et de leur cristallinité. Par exemple, les complexes homoleptiques de triméthylphosphite {M[P(OCH3)3]5}2+ (Ni, Pd et Pt) ont été préparés sous forme de leurs sels de tétraphénylborate. De même, le tétraphénylborate de sodium a été utilisé pour isoler des complexes contenant des ligands dinitrogènes. Dans la réaction ci-dessous, le tétraphénylborate de sodium permet à N2 de déplacer le ligand chlorure, qui est retiré de la solution sous forme de précipité de chlorure de sodium :
FeHCl(diphosphine)2  +  NaB(C6H5)4  +  N2   →   [FeH(N2)(diphosphine)2]B(C6H5)4  +  NaCl
L'utilisation du tétraphénylborate est limitée aux cations non acides. Avec des acides forts, l'anion subit une protonolyse pour donner du triphénylborane et du benzène.
H+  +  B(C6H5)4−  →  B(C6H5)3  +  C6H6

## Autres tétraorganoborates
Les anions faiblement coordinants sont souvent basés sur des tétraarylborates, avec des substituants électronégatifs. Les exemples les plus courants sont les fluoroborates incluant B(C6F5)4− et l'acide de Brookhart contenant l'anion tétrakis[3,5-bis(trifluorométhyl)phényl]borate.